# Schackensleben
Schackensleben este o comună în landul Saxonia-Anhalt, Germania